# La Passerelle-I.D.É.
 (août 2025).
 (janvier 2021).
La mise en forme du texte ne suit pas les recommandations de Wikipédia : il faut le « wikifier ».
Les points d'amélioration suivants sont les cas les plus fréquents. Le détail des points à revoir est peut-être précisé sur la page de discussion.
- Les titres sont pré-formatés par le logiciel. Ils ne sont ni en capitales, ni en gras.
- Le texte ne doit pas être écrit en capitales (les noms de famille non plus), ni en gras, ni en italique, ni en « petit »…
- Le gras n'est utilisé que pour surligner le titre de l'article dans l'introduction, une seule fois.
- L'italique est rarement utilisé : mots en langue étrangère, titres d'œuvres, noms de bateaux, etc.
- Les citations ne sont pas en italique mais en corps de texte normal. Elles sont entourées par des guillemets français : « et ».
- Les listes à puces sont à éviter, des paragraphes rédigés étant largement préférés. Les tableaux sont à réserver à la présentation de données structurées (résultats, etc.).
- Les appels de note de bas de page (petits chiffres en exposant, introduits par l'outil «  Source ») sont à placer entre la fin de phrase et le point final[comme ça].
- Les liens internes (vers d'autres articles de Wikipédia) sont à choisir avec parcimonie. Créez des liens vers des articles approfondissant le sujet. Les termes génériques sans rapport avec le sujet sont à éviter, ainsi que les répétitions de liens vers un même terme.
- Les liens externes sont à placer uniquement dans une section « Liens externes », à la fin de l'article. Ces liens sont à choisir avec parcimonie suivant les règles définies. Si un lien sert de source à l'article, son insertion dans le texte est à faire par les notes de bas de page.
- La présentation des références doit suivre les conventions bibliographiques. Il est recommandé d'utiliser les modèles {{Ouvrage}}, {{Chapitre}}, {{Article}}, {{Lien web}} et/ou {{Bibliographie}}. Le mode d'édition visuel peut mettre en forme automatiquement les références.
- Insérer une infobox (cadre d'informations à droite) n'est pas obligatoire pour parachever la mise en page.

Pour une aide détaillée, merci de consulter Aide:Wikification.
Si vous pensez que ces points ont été résolus, vous pouvez retirer ce bandeau et améliorer la mise en forme d'un autre article.
 (janvier 2021).
La Passerelle-I.D.É (Intégration et développement économique) est un Organisme franco-ontarien à but non lucratif basée à Toronto, ON, Dédié à l'intégration et au développement économique des immigrants francophones, avec un accent particulier sur les minorités visibles. La Passerelle-I.D.E. a pour mandat l’intégration économique et sociale des nouveaux arrivants francophones en Ontario par des programmes culturellement adaptés et avant-gardiste. En 2014, l’organisme a créé un bureau satellite à Paris.

## L'histoire
En 1993, l’organisme a débuté comme un réseau informel des immigrants francophones basés à Toronto afin de répondre aux problèmes systémiques et difficultés vécus par les étudiants immigrants au sein du système scolaire. La Passerelle-I.D.É. est née de ce premier plaidoyer et a été fondée en 1992 par Léonie Tchatat à l'âge de 16 ans pour répondre aux défis, obstacles et barrières liés à l'intégration économique, sociale et l'inclusion des nouveaux immigrants à Toronto. En tant que jeune immigrante francophone, Léonie a compris de première main que le chômage, le sous-emploi et l'emploi précaire des nouveaux immigrants francophones représentaient un coût d'opportunité énorme pour la province et le pays.

## Direction
Fondée et dirigée par Leonie Tchatat, c’est dans les années 1990 que cette dernière est arrivée au Canada. Citoyenne canadienne aujourd’hui, cette Franco-Ontarienne d'origine camerounaise a reçu plusieurs prix pour ses actions au sein de la communauté et a été reconnue par les gouvernements, les institutions et les communautés francophones du Canada et à l’échelle internationale pour son investissement sur les questions touchant le racisme, l’inclusion, la diversité et l'innovation.

## Programmes et services
La Passerelle-I.D.É. offre aux employeurs potentiels l'accès à un éventail de talents bilingues et diversifiés. L'organisme offre une panoplie de programmes et services culturellement adaptés, dont une formation en compétences culturelles qui a été reconnue comme pratique exemplaire à l’inclusion des immigrants par les gouvernements canadiens. Les programmes permettent de bien préparer les nouveaux immigrants à la culture canadienne et au monde du travail. Il permet aussi de sensibiliser les employeurs à la valeur ajoutée des immigrants et à la diversité.
L'organisme offre également des programmes ciblés conçus pour surmonter les obstacles systémiques à l'intégration économique et professionnelle de la clientèle,. L’organisme a mené des campagnes à l'échelle de la province en collaboration avec les gouvernements provinciaux et fédéraux sur la valeur ajoutée qu'apportent les travailleurs francophones et leur contribution à l'élaboration des politiques publiques sur l’intégration des immigrants.
La Passerelle-I.D.É. est fondatrice du premier conseil des talents bilingues francophones inter sectoriel de haut niveau représenté par les institutions collégiales, les gouvernements et les organismes qui s'emploient à identifier des stratégies pour sensibiliser les employeurs sur l’impact et la contribution du bassin de talents bilingues francophones pour la prospérité économique dans le Grand Toronto,.

## Prix et reconnaissances
Au fil des 25 ans de travail et contribution au sein de la communauté, le travail de Léonie Tchatat a été reconnu par plusieurs organisations.
Elle est considérée comme une chef de file par les gouvernements, les institutions et les communautés francophones du Canada et a reçu plusieurs prix et distinctions.
- Nommée commissaire à la commission ontarienne des droits de la personne.
- En 2005, elle est lauréate du grade de Chevalier par l'Ordre de la Pléiade en 2005.
- En 2014, elle a reçu Le prix anniversaire de l'Association des enseignantes et des enseignants franco-ontariens en reconnaissance de son engagement dans la communauté.
- En 2014, elle a reçu le prix du leadership par Share the Light Award Northwood Neighbourhood Services.
- Léonie Tchatat a reçu un prix Afroglobal en 2017 pour son travail en développement social.
- En novembre 2011 et en février 2015 respectivement, Léonie Tchatat a lancé d'importantes campagnes de sensibilisation du public sur la contribution des immigrants francophones à l'Ontario intitulées «Immigrant veut dire: une francophonie ontarienne plus forte! »Et« Immigrant francophone veut dire: ensemble pour un Ontario français prospère! ».
- En 1997, elle a reçu le prix Jeunesse par Skills for Change, ses efforts ont également été reconnus par Jean Chrétien, ex-premier ministre du Canada.

## Controverse
En 2019, le Toronto Star a publié des articles diffamatoires à l'égard de l'organisation, affirmant notamment que La Passerelle-I.D.É. dans son programme «Sans Visages» était «faux». Le programme en question a été conçu et approuvé par le bailleur de fonds pour adresser les enjeux touchant la dépendance économique et la précarité des jeunes femmes immigrantes des communautés racialisées francophones à risque. La Passerelle-I.D.É. porte plainte contre le Toronto Star pour diffamation à la suite de la publication de cet article.